# Hydatopsis jaspidaria
Hydatopsis jaspidaria är en fjärilsart som beskrevs av Claude Herbulot 1968. Hydatopsis jaspidaria ingår i släktet Hydatopsis och familjen mätare. Inga underarter finns listade i Catalogue of Life.